# Expresión sonora
El  relato sonoro  (lenguaje sonoro) es aquel sistema de comunicación específico en que la transmisión del mensaje se realiza a través de señales acústicas inteligibles para el ser humano.
El lenguaje sonoro lo articulan 4 elementos o más
1. La palabra, voz humana. En el lenguaje sonoro es más importante el tono (connotación) que el significado de la palabra (denotación).Una buena voz comunicadora debe ser, dentro de lo posible: clara, diferenciada, bien timbrada y, sobre todo, inteligible.
2. La música. Dentro de la expresión sonora, la música puede ejercer varios roles. Puede ser el propio objeto de la comunicación, puede reforzar otros mensajes y puede cumplir la función de los signos de puntuación (En la radio, son frecuentes las ráfagas, golpes musicales, etc.). En función del papel que desempeña la música en el lenguaje sonoro, podemos encontrar tres tipos de música: objetiva, subjetiva, descriptiva. (No hay que perder de vista que, una misma composición musical, dependiendo del mensaje final, puede realizar cualquiera de los tres roles).
  1. Música objetiva. Es aquella música que tiene sentido propio, que se constituye en el propio mensaje (o en parte de él), independientemente de lo que sugiera. Hace referencia a algo concreto, sin que exista la posibilidad de múltiples interpretaciones. Además, en sí misma, la música objetiva es un tipo de música que claramente denota su época, género musical, etc.
  2. Música subjetiva: Es aquel tipo de música que refuerza su papel emotivo (expresión de sentimientos y estados de ánimo.
  3. Música descriptiva: Es aquel tipo de música capaz de contextualizar, de situar al oyente en un ambiente concreto (época, país, región, naturaleza, interiores...). se trata de dar una imagen sonora fría, desprovista de sentimiento.
3. Los ruidos, el sonido ambiente o efectos sonoros.
  1. En el ámbito de la expresión sonora,  se define como ruido todo sonido no deseado que interfiere en la comunicación entre las personas
4. Los silencios. Silencio es ausencia de sonido, ya sea palabra, música o ruido. El silencio puede ser consecuencia de un error, pero, comúnmente, en la expresión sonora, el silencio sirve de pausa reflexiva tras un comunicación, para ayudar a valorar el mensaje. Más allá, el silencio puede utilizarse con una intencionalidad dramática, puesto que el silencio revaloriza los sonidos anteriores y posteriores. Ante esto, podemos establecer que el silencio puede ser: Silencio objetivo y silencio subjetivo:
  1. Silencio objetivo: Es la ausencia de sonido. Sin más connotaciones.
  2. Silencio subjetivo: Es el silencio utilizado con una intencionalidad dramática.

- Datos: Q5853532